# Омфала
Омфа́ла (др.-греч. Ὀμφάλη) — в древнегреческой мифологии царица Лидии, дочь (по другой версии, рабыня) бога реки Иардана, жена и вдова бога горы Тмола. Прежде всего известна по мифу, в котором она становится госпожой и любовницей Геракла.

## В мифологии
Согласно Псевдо-Аполлодору, Омфала была женой сына Ареса и царя Лидии Тмола; после того, как муж погиб от рогов быка на одноимённой горе, она продолжила править самостоятельно.
По повелению жрицы Дельфийского оракула, в наказание за убийство Ифита, сына Еврита, Геракл был продан Гермесом в рабство Омфале (по Ферекиду, продан за три таланта), и три года (либо год) находился у неё в услужении. Вырученные за раба деньги должны были быть уплачены Евриту в качестве компенсации, но тот от них отказался.
По одной из версий, Геракл был влюблён в Омфалу и, сложив у её ног дубину и львиную шкуру, служил ей, переодевшись в женские одежды. Согласно ряду эллинистических и римских источников, Омфала заставляла Геракла выполнять считавшуюся женской работу, прясть и ткать, одетым в женское платье. Сама же она появлялась перед ним, облачившись в его львиную шкуру и золотой панцирь, подпоясавшись его мечом и взвалив себе на плечо его дубину. В конце концов, она освободила Геракла, и они стали любовниками (по другой версии, мужем и женой). Однажды бог Пан забрался в их постель и попытался изнасиловать Геракла, приняв его за Омфалу; тот одним ударом скинул его на пол.
Геракл подарил Омфале боевой топор (лабрис), захваченный им у Ипполиты.
У Омфалы и Геракла был один или несколько сыновей: их количество варьируется в зависимости от источника. По Диодору Сицилийскому и Овидию, их сына звали Лам; по Павсанию, Тирсен, который упоминается как сын Геракла от «лидийской женщины»; по другим источникам, Лаомед. Омфала считалась родоначальницей лидийских царей, главным образом тех, которые происходили от ассирийских Гераклидов; согласно Геродоту, они были потомками Геракла и одной из рабынь Иардана. Дионисий Галикарнасский ссылается на миф, в котором сын Омфалы и Геракла Тиррен (Тирсен) предположительно основал первые этрусские поселения на Апеннинском полуострове.
По истолкованиям учёных нового времени, Омфала считалась малоазиатской полубогиней, обладающей одновременно воинственным и женственным характером, покровительницей удовольствий и представительницей женской производительности. Иногда её отождествляли с финикийской Астартой или Афродитой-Уранией и считали богиней луны.

## В культуре

### В изобразительном искусстве
Мифом об Омфале пользовались многие живописцы; так, известна фреска из Помпей, на которой изображён Геракл, облаченный в женские одежды, в обществе женщин-рабынь и строгой царицы, отнявшей у героя атрибуты его воинственности. К образу Омфалы обращались Веронезе («Аллегория мудрости и силы», ок. 1565), Питер Пауль Рубенс («Геркулес и Омфала», 1603), Франсуа Буше («Геркулес и Омфала», 1732—1734), Лукас Кранах Старший, Лука Джордано, Иоганн Генрих Тишбейн и др.

### В литературе
Омфала была действующим лицом сатировских драм Ахея Эретрийского и Иона Хиосского «Омфала», а также ряда комедий. Сказанием об Омфале не раз пользовались поэты, например, Ахей, Антифан, младший Кратин, Ион; Аспазия в комедиях выводилась под именем «Новая Омфала» (др.-греч. Όμφάλη νεά). Ей посвящены симфоническая поэма Сен-Санса «Прялка Омфалы» (1871) и драма Петера Хакса «Омфала» (1969).